# Limitrophe Island
Limitrophe Island (von englisch limitrophe ‚Nachbarland‘) ist eine 800 m lange und ovale Insel im Palmer-Archipel vor der Westküste der Antarktischen Halbinsel. Sie liegt unmittelbar östlich von Christine Island und 1,5 km südlich der Anvers-Insel.
Ihren Namen erhielt die Insel 1972 durch Wissenschaftler der Palmer-Station, in deren Operationsgebiet sie lag.